# Kaiserliches Erziehungsedikt

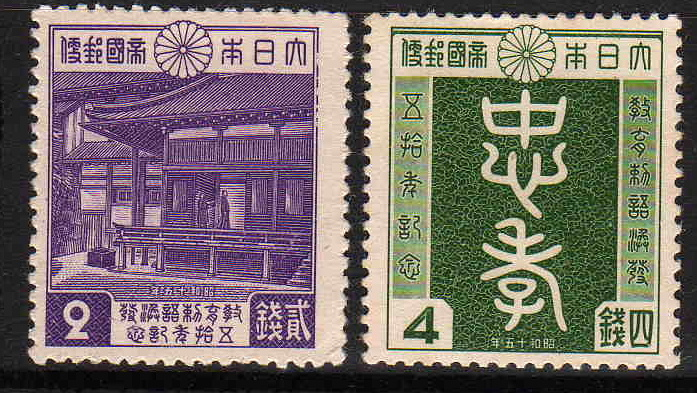
Briefmarken zum 50. Jahrestag des Edikts

Das Kaiserliche Erziehungsedikt (jap. 教育ニ関スル勅語, kyōiku ni kansuru chokugo, dt. „Die Erziehung betreffendes Edikt“, kurz auch 教育勅語, kyōiku chokugo, dt. „Erziehungsedikt“) wurde am 30. Oktober 1890 vom Meiji-tennō erlassen. Der Text stellte weniger ein Gesetz im strikten Sinne dar denn eine wohlmeinende Belehrung des Tennō an das japanische Volk.
Durch das Edikt wurde der Schwerpunkt des im Rahmen der Meiji-Restauration gegründeten japanischen Erziehungssystems weg von der ursprünglich amerikanisch geprägten Wissensbildung zurück auf eine moralische Schulung nach konfuzianischem Vorbild gelegt. Diese Veränderung war ein Zugeständnis an die gewachsenen konservativen Kräfte im Land und zahlreiche Proteste in der Bevölkerung.
Das Edikt wurde vom Kaiserlichen Hofministerium an alle Schulen des Landes verschickt. Zusammen mit Bildern des regierenden Kaiserpaares bildete es das höchste Heiligtum einer jeden Schule. In manchen Schulen auf dem Land wurde es in einem kapellenartigen Häuschen aufbewahrt, und zu festlichen Anlässen wurde es vom Schuldirektor verlesen.